# Cognin-les-Gorges
Cognin-les-Gorges é uma comuna francesa na região administrativa de Auvérnia-Ródano-Alpes, no departamento de Isère. Estende-se por uma área de 12,52 km². Em 2010 a comuna tinha 647 habitantes (densidade: 51,7 hab./km²).